# DotNetNuke
DNN (precedentemente chiamato DotNetNuke) è un sistema per la gestione dei contenuti (CMS) ed un Portal Application Framework realizzato con tecnologia Microsoft ASP.NET distribuito con una particolare licenza libera, la BSD-style agreement, che permette il suo utilizzo gratuito per lo sviluppo di qualsiasi tipo di portale, anche commerciale, ed è richiesto solo un link che riporta al sito del produttore.
Adatto sia per principianti che per sviluppatori esigenti, per utilizzarlo è necessario avere installato Internet Information Server e una versione di Microsoft SQL Server superiore o uguale alla 2008, reperibili in versione Express gratuitamente dal sito Microsoft.
DNN gestisce in maniera del tutto autonoma tutti i contenuti e gli eventi del portale, lasciando comunque all'utente una buona possibilità di personalizzazione e interazione con il Portale Web Dinamico.
DNN è scritto in C#. Viene distribuito sia sotto licenza MIT di (nella versione Platform) e sia a licenze commerciali proprietarie nelle edizioni DNN Evoq Content e DNN Evoq Engage.
DNN ha come requisiti minimi SQL Server 2008 e .NET 4.0 e IIS 7+. A partire dalla versione 6.0, DNN può anche essere installato in un ambiente cloud computing ed è disponible sulla piattaforma Microsoft Azure. 
Numerose società di web hosting offrono DNN nella propria offerta. Tuttavia il requisito di DNN per un ambiente di trust medio di IIS ha impedito l'adozione più ampia tra alcune aziende di hosting a basso costo.

## Caratteristiche principali
DNN utilizza un modello di architettura a tre livelli con una architettura di base fornendo supporto alla struttura modulare estensibile.
Mentre DNN tradizionalmente si è concentrato sulla creazione di funzionalità sul lato server, i progetti recenti tendono a migliorare le esperienze degli utenti. Negli ultimi anni DNN ha migrato dall'utilizzo esclusivo di WebForm alla programmazione con metodologia MVC e Single-Page Application. 
DNN può essere esteso utilizzando moduli di terze parti che aggiungono funzionalità sia lato server che client. L'aspetto di singole pagine e siti può essere personalizzato utilizzando le skin. 
- Con pochi click si possono configurare tutti gli aspetti del sito: Basta poco per aggiungere una pagina o cambiare il testo visualizzato. Tutti gli utenti sono registrati in un database dal quale si possono ricavare ulteriori informazioni su di loro (precedentemente specificate). Il programma è distribuito sotto licenza BSD.
- Gestione del sito a "moduli". Il sito è organizzato in modo da consentire all'amministratore di cambiare e disporre i contenuti da visualizzare con semplicità e velocità: si possono aggiungere ad una pagina diversi "Moduli" che consentono di svolgere le operazioni più svariate. Si passa da quelli che permettono semplicemente di mostrare un paragrafo ad altri (molto più complessi) che consentono di archiviare e scaricare i files archiviati e di leggere fumetti in rete!
- Gestione della sicurezza e degli utenti efficace ma semplice da utilizzare. Anche se si tratta di un portale con migliaia di utenti registrati, attraverso l'apposita pagina di gestione si possono configurare le opzioni e i ruoli riservati ad ogni singolo utente.
- Interfaccia grafica gradevole e modificabile. Applicando al portale (o alla singola pagina) le cosiddette "skin", si può cambiare radicalmente l'aspetto grafico e la disposizione di elementi quali menu, link e immagini. Ognuno, se vuole, può creare la propria skin, che potrà poi distribuire in internet attraverso uno dei numerosi portali che consentono di condividere i propri files.

## Community e sviluppo
La comunity di DNN a livello mondiale conta più di un milione di membri registrati a partire da novembre 2013 ed è utilizzato su circa 750.000 siti web a livello globale. Il supporto per la Community Edition di DotNetNuke è fornito da membri della comunità e gli sviluppatori possono partecipare al progetto open-source su GitHub.
La comunity ufficiale italiana fornisce supporto agli utilizzatori di DNN tramite la pagina "Domande e Risposte".

## Progetti simili
Nel corso degli anni DNN ha mutato la propria collocazione nel mercato dei CMS, posizionandosi con le versioni a licenze nella fascia alta dei cms, in competizione con CMS come SiteCore e Umbraco oltre ad essere una valida alternativa per i siti in MS Share Point.